# Ermita de la Virgen del Rosario (Los Montesinos)
La ermita de la Virgen del Rosario está situada en un extremo de la plaza que conformaba el poblado agrícola y la casa señorial de la hacienda La Marquesa en el municipio de Los Montesinos (Provincia de Alicante, España). Fue en su origen dependiente de la parroquia de San Miguel de Salinas. En 1829, a consecuencia de la reorganización eclesiástica realizada por el obispo Félix Herrero Valverde, adquirió la categoría de templo parroquial, con la misión de dar asistencia religiosa a los labriegos de los campos adyacentes y a los habitantes de Los Montesinos. Fue clausurada en 1990, pasando a depender su territorio de feligresía a la parroquia de Los Montesinos.
El edificio presenta planta rectangular, con cubierta a dos aguas, y torre-campanario rematado en capilla. Posee dos naves, una central finalizada en el altar mayor y otra lateral con capillas dedicadas al Santo Cristo Crucificado y a la Inmaculada Concepción, en cuyo extremo se localiza la sacristía. La torre es de planta cuadrada, con tres campanas alojadas en el tercer cuerpo de la misma. 
Ha sufrido varias reformas entre las que cabe señalar las realizadas por los Jesuitas, propietarios de la hacienda en el siglo XVIII, y las llevadas a cabo a mediados del siglo XIX, tras el impacto sufrido por el terremoto que asoló la comarca en el año 1929. 
En la primera semana de octubre, los vecinos de Los Montesinos organizan romería y otras celebraciones religiosas y festivas en recuerdo de su primitiva parroquia.